# Assamacris curticercus
Assamacris curticercus är en insektsart som först beskrevs av Huang, C. 1981.  Assamacris curticercus ingår i släktet Assamacris och familjen gräshoppor. Inga underarter finns listade i Catalogue of Life.